# Copa Claro 2011
La Copa Claro 2011 è stato un torneo di tennis giocato sulla terra rossa nella categoria ATP World Tour 250 series nell'ambito dell'ATP World Tour 2011. È stata la 172ª edizione del torneo precedentemente conosciuto come Copa Telmex. Si è giocato a Buenos Aires in Argentina, dal 14 al 20 febbraio 2011.

## Partecipanti

### Teste di serie
| Nazionalita | Giocatore            | Ranking | Testa di serie* |
| ----------- | -------------------- | ------- | --------------- |
| Spagna      | Nicolás Almagro      | 13      | 1               |
| Svizzera    | Stan Wawrinka        | 14      | 2               |
| Argentina   | David Nalbandian     | 19      | 3               |
| Spagna      | Albert Montañés      | 25      | 4               |
| Argentina   | Juan Mónaco          | 29      | 5               |
| Spagna      | Tommy Robredo        | 31      | 6               |
| Ucraina     | Aleksandr Dolhopolov | 32      | 7               |
| Argentina   | Juan Ignacio Chela   | 39      | 8               |

*Le teste di serie sono basate sul ranking al 7 febbraio 2011.

### Altri partecipanti
I seguenti giocatori hanno ricevuto una wild-card per il tabellone principale:
- José Acasuso
- Federico Delbonis
- Máximo González

I seguenti giocatori sono entrati nel tabellone principale passando dalle qualificazioni:

- Juan Pablo Brzezicki
- Pablo Galdón
- Iván Navarro
- Albert Ramos Viñolas

## Campioni

### Singolare
Nicolás Almagro ha battuto in finale  Juan Ignacio Chela 6–3, 3–6, 6–4.

### Doppio
Oliver Marach /  Leonardo Mayer hanno battuto in finale  Franco Ferreiro /  André Sá con il punteggio di 7–6(6), 6–3